# Neochactas macrochelae
Espèce
Synonymes
- Broteochactas macrochelae González-Sponga, 2004

Neochactas macrochelae est une espèce de scorpions de la famille des Chactidae.

## Distribution
Cette espèce est endémique de l'État de Bolívar au Venezuela. Elle se rencontre vers Gran Sabana.

## Description
Le mâle holotype mesure 40,46 mm et la femelle paratype 39,04 mm.

## Systématique et taxinomie
Cette espèce a été décrite sous le protonyme Broteochactas macrochelae par González-Sponga en 2004. Elle est placée dans le genre Neochactas par Soleglad et Fet en 2005.

## Publication originale
- González Sponga, 2004 : Arácnidos de Venezuela. Cinco nuevas especies de escorpiones de la Guayana-Amazonia (Chactidae: Buthidae). Memoria de la Fundacion la Salle de Ciencias Naturales, vol. 62, no 159/160, p. 265-281 (texte intégral).